# Episodi di Profiler - Intuizioni mortali (seconda stagione)
La seconda stagione della serie televisiva Profiler - Intuizioni mortali, composta da 20 episodi, è stata trasmessa negli Stati Uniti dal 1º novembre 1997 al 9 maggio 1998.
In Italia è andata in onda in prima visione dal 4 settembre 2000 all'8 febbraio 2002 su Rai 2.
| nº | Titolo originale              | Titolo italiano            | Prima TV USA     | Prima TV Italia   |
| -- | ----------------------------- | -------------------------- | ---------------- | ----------------- |
| 1  | Ambition in the Blood         | Una trappola per Sam       | 1º novembre 1997 | 4 settembre 2000  |
| 2  | Power Corrupts                | Potere corrotto            | 6 dicembre 1997  | 25 settembre 2000 |
| 3  | Primal Scream                 | Urlo primordiale           | 8 novembre 1997  | 13 ottobre 2000   |
| 4  | It Cuts Both Ways             | Arma a doppio taglio       | 15 novembre 1997 | 20 ottobre 2000   |
| 5  | Second Best                   | Il migliore                | 22 novembre 1997 | 27 ottobre 2000   |
| 6  | Old Acquaintance              | Vecchie conoscenze         | 13 dicembre 1997 | 7 dicembre 2000   |
| 7  | Jack Be Nimble, Jack Be Quick | Amicizie pericolose        | 3 gennaio 1998   | 14 dicembre 2000  |
| 8  | Victims of Victims            | Linea di sangue            | 10 gennaio 1998  | 21 dicembre 2000  |
| 9  | Birthright                    | Diritto di nascita         | 17 gennaio 1998  | 13 gennaio 2002   |
| 10 | Dying to Live                 | Morire per vivere          | 31 gennaio 1998  | 18 gennaio 2002   |
| 11 | Ties That Bind                | Legami che impegnano       | 7 febbraio 1998  | 20 gennaio 2002   |
| 12 | Shoot to Kill                 | Il cecchino                | 7 marzo 1998     | 24 gennaio 2002   |
| 13 | Bloodlust                     | A mani nude                | 14 marzo 1998    | 25 gennaio 2002   |
| 14 | Every Five Minutes            | Ogni cinque minuti         | 21 marzo 1998    | 27 gennaio 2002   |
| 15 | Breaking Point                | Punto di rottura           | 28 marzo 1998    | 28 gennaio 2002   |
| 16 | Lethal Obsession              | Ossessione letale          | 4 aprile 1998    | 31 gennaio 2002   |
| 17 | Cycle of Violence             | Il piacere dell'odio       | 11 aprile 1998   | 1º febbraio 2002  |
| 18 | Die Beautiful                 | La più bella               | 2 maggio 1998    | 3 febbraio 2002   |
| 19 | Root of All Evil (1)          | La radice di ogni male (1) | 9 maggio 1998    | 7 febbraio 2002   |
| 20 | Root of All Evil (2)          | La radice di ogni male (2) | 9 maggio 1998    | 8 febbraio 2002   |